# پایکوب سبزبال
پایکوب سبزبال (نام علمی: Saltator similis) نام یک گونه از سرده پایکوب است.